# Rajd Monte Carlo 1977

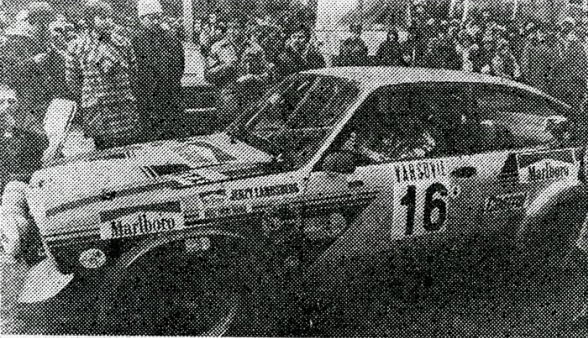
1977 Rallye Automobile Monte Carlo - Jerzy Landsberg i Marek Muszyński podczas rajdu zajęli 13 miejsce

Rajd Monte Carlo 1977 (45. Rallye Automobile de Monte-Carlo) – rajd samochodowy rozgrywany w Monaco od 22 do 28 stycznia  1977 roku. Była to pierwsza runda Rajdowych Mistrzostw Świata w roku 1977. Rajd został rozegrany na asfalcie i śniegu.

## Wyniki końcowe rajdu[1]
| Msc. | Kierowca            | Pilot            | Samochód            | Czas       | Strata   | Grupa | Pkt zespół | Pkt kierowca |
| ---- | ------------------- | ---------------- | ------------------- | ---------- | -------- | ----- | ---------- | ------------ |
| 1.   | Sandro Munari       | Silvio Maiga     | Lancia Stratos HF   | 6h 36m 13s |          | 4     | 10+8       | 9            |
| 2.   | Jean-Claude Andruet | Michele Petit    | Fiat 131 Abarth     |            | +2m 16s  | 4     | 9+7        | 6            |
| 3.   | Antonio Zanini      | Juan Petisco     | Seat 124 Special    |            | +10m 54s | 4     | 8+6        | 4            |
| 4.   | Salvador Cañellas   | Daniel Ferrater  | Seat 124 Special    |            | +18m 50s | 4     |            | 3            |
| 5.   | Gerard Swaton       | Bernard Cordesse | Porsche 911         |            | +23m 04s | 3     | 6+8        | 2            |
| 6.   | Christine Dacremont | Colette Galli    | Lancia Stratos HF   |            | +24m 57s | 4     |            | 1            |
| 7.   | Salvador Servia     | Jorge Sabater    | Seat 1430/1800      |            | +25m 55s | 4     |            |              |
| 8.   | Dominique de Meyer  | Omer Veran       | Renault Alpine A110 |            | +29m 02s | 3     | 3+7        |              |
| 9.   | Nicolas Koob        | Nico Demuth      | Porsche 911         |            | +31m 07s | 4     |            |              |
| 10.  | Lars Carlsson       | Bob de Jong      | Opel Kadett GT/E    |            | +32m 43s | 1     | 1+8        |              |

## Punktacja po 1 rundzie

### Klasyfikacja producentów
| Lp | Producent      | Pkt. |
| -- | -------------- | ---- |
| 1  | Lancia         | 18   |
| 2  | Fiat           | 16   |
| 3  | Seat           | 14   |
| 3  | Porsche        | 14   |
| 5  | Alpine-Renault | 10   |

- Uwaga: Tabela obejmuje tylko pięć pierwszych miejsc.

### Klasyfikacja  FIA Cup for Rally Drivers
| Lp | Producent           | Pkt. |
| -- | ------------------- | ---- |
| 1  | Sandro Munari       | 9    |
| 2  | Jean-Claude Andruet | 6    |
| 3  | Antonio Zanini      | 4    |
| 4  | Salvador Cañellas   | 3    |
| 5  | Gérard Swaton       | 2    |

- Uwaga: Tabela obejmuje tylko pięć pierwszych miejsc.